# Rally-VM 1983
Rally-VM 1983 vanns av Hannu Mikkola, Finland.

## Delsegrare
| Rally               | Vinnare         | Märke  |
| ------------------- | --------------- | ------ |
| Monte Carlo-rallyt  | Walter Röhrl    | Lancia |
| Svenska rallyt      | Hannu Mikkola   | Audi   |
| Portugisiska rallyt | Hannu Mikkola   | Audi   |
| Safarirallyt        | Ari Vatanen     | Opel   |
| Korsikanska rallyt  | Markku Alén     | Lancia |
| Akropolisrallyt     | Walter Röhrl    | Lancia |
| Nyzeeländska rallyt | Walter Röhrl    | Lancia |
| Argentinska rallyt  | Hannu Mikkola   | Audi   |
| Finska rallyt       | Hannu Mikkola   | Audi   |
| Sanremorallyt       | Markku Alén     | Lancia |
| Elfenbenskustrallyt | Björn Waldegård | Toyota |
| Brittiska rallyt    | Stig Blomqvist  | Audi   |

## Slutställning
| Plats | Förare         | Märke  | Poäng |
| ----- | -------------- | ------ | ----- |
| 1     | Hannu Mikkola  | Audi   | 125   |
| 2     | Walter Röhrl   | Lancia | 102   |
| 3     | Markku Alén    | Lancia | 100   |
| 4     | Stig Blomqvist | Audi   | 89    |
| 5     | Michèle Mouton | Audi   | 53    |
| 6     | Ari Vatanen    | Opel   | 44    |